# 村崎芙蓉子
村崎 芙蓉子（むらさき ふよこ、1935年7月 - ）は、日本の医師・文筆家。東京都出身。循環器内科医。

## 略歴
東京都立西高等学校を経て、東京女子医科大学を卒業後、同大学の附属研究機関である日本心臓血圧研究所にて循環器医学を学ぶ。 その後、新宿三井ビルクリニック副院長を経て、1992年に「女性成人病クリニック」を開設し、同クリニック院長となる。診療の傍ら執筆や講演活動を行なっていたが、著書「カイワレ族の偏差値日記（鎌倉書房）」がTVドラマ化され話題となり、「カイワレ族（土ではなく、ウレタンの苗床で完全管理の下に育てられるカイワレに例え、管理社会でしか生きられない成績が普通の中学生・高校生）」が流行語となるなどして広くその名を知られるようになった。第40回NHK紅白歌合戦（NHK総合・ラジオ第1）には審査員として出場した。

## 家族・親族
父は裁判官の村崎満（1906年6月9日生まれ、1930年東京帝国大学法学部卒業）。
夫は北里大学名誉教授の村崎光邦（1935年9月25日生まれ、1961年慶應義塾大学医学部卒業、北里大学東病院元院長、日本睡眠学会元理事長、専門は精神薬理学と電気生理学）。

## エピソード
2000年5月、料理研究家の小林カツ代が結成したチャリティー合唱団である、神楽坂女声合唱団（かぐらざかじょせいがっしょうだん）のメンバーでもある。

## 主な著書
- こころに赤い聴診器―クリニカル・エッセイ （文化出版局 、1983年）
- カイワレ族の偏差値日記  （鎌倉書房、1987年）（文庫：文藝春秋 、1993年）
- 3番診察室にどうぞ （角川書店、1992年）
- 冷え症、肩こり、更年期障害を改善する献立と料理120品―血行障害を軽減し、ホルモンバランスを整える （東畑 朝子 村崎 芙蓉子、グラフ社、2000年）
- かづきれいこの40歳から元気になるメイク―顔の赤み、冷えのぼせ、シミ、たるみもかづきメイクで解決! （かづき れいこ　医学監修：村崎 芙蓉子、マキノ出版、2002年）
- 更年期障害の最新治療―症状と対処法、診断と検査法、療法がやさしくわかる （成美堂出版、2004年）